# Robert James Waller
Robert James Waller (Rockford, 1 d'agost de 1939 - Fredericksburg, 10 de març de 2017 fou un autor estatunidenc, conegut per la seva novel·la The Bridges of Madison County (Els ponts de Madison County). També era professor universitari d'economia i negocis així com fotògraf i músic.

## Vida
Waller va estudiar a la Universitat de Northern Iowa (que aleshores s'anomenava Iowa State Teachers College). Va rebre el "bachelor" el 1962 i el màster en Educació el 1964. Es va doctorar en negocis a la Kelley School of Business de la Indiana University Bloomington el 1968.
Es va incorporar com a professor a la universitat d'Iowa on havia estat alumne el 1968 i des de 1977 hi fou catedràtic. Va ser degà el 1980 i fins a 1986. El 1989 es va retirar de la Universitat. Arran del seu èxit literari feu donatius importants a les universitats on havia estudiat.
Molts dels seus llibres s'han convertit en best-sellers de la llista del New York Times, i sobretot el llibre de 1992 The Bridges of Madison County (cat. Els ponts de Madison County) que fou best-seller del 1993; aquesta novel·la fou traduïda a 40 llengües i se n'han venut més de 12 milions d'exemplars. Aquesta novel·la i una altra de 1995, Puerto Vallarta Squeeze, van ser portades al cinema (vegeu: The Bridges of Madison County, dirigida per Clint Eastwood).

## Obres

### Novel·les
- The Bridges of Madison County (1992) (a Gran Bretanya: Love in Black and White) (cat. Els ponts de Madison County, Barcelona: Columna, 1993)
- Slow Waltz in Cedar Bend (1993) ISBN 0-446-51653-8 (cat. Vals lent a Cedar Bend, Barcelona: Columna, 1995)
- Puerto Vallarta Squeeze (1995) (cat. Puerto Vallarta: la fugida cap al nord, Barcelona: Columna, 1996)
- Border Music (1995) (cat. Música de frontera, Barcelona: Columna, 1995)
- A Thousand Country Roads: An Epilogue to The Bridges of Madison County (2002) (cat. Els Camins del record : retorn als ponts de Madison County, Barcelona: Columna, 2002)
- High Plains Tango (2005)
- The Long Night of Winchell Dear (2007)

### Col·leccions
- Just Beyond the Firelight (1988) (assaig i narrativa)

### No-ficció
- One Good Road is Enough (1990) (assaig)
- Iowa: Perspectives on Today and Tomorrow (1991)
- Old Songs in a New Café (1994) (autobiografia i assaig)
- Images (1994) (llibre de fotografia d'Iowa)
- The Summer Nights Never End ... Until They Do: Life, Liberty, and the Lure of the Short-Run (2012)

### Música
- The Ballads of Madison County: A Collection of Songs (CD - amb 10 cançons cantades per Robert James Waller)